# トリプトニド
トリプトニド（英語：Triptonide）は、トリプトリドの14位の水酸基をカルボニル基に置き換えた構造を持つジテルペンに分類される化合物の1つである。中国原産のニシキギ科のつる植物であるタイワンクロヅル（Tripterygium wilfordii）に含まれる成分の1つとして知られる。タイワンクロヅルは従来より中国で漢方薬（ライコウトウ）として用いられている。

## 生理活性
ヒト男性が摂取すると精子が変形し運動能力を喪失するので、男性用経口避妊薬として応用出来る可能性が有る。
マウスおよびカニクイザルを用いた実験では、1日1回経口投与開始後でそれぞれ3〜4週間と5〜6週間で、前方運動が殆ど無い（ほぼ100%）変形精子が生成され、摂取終了後約4〜6週間で回復した。また、マウスの臓器やサルの血液学的・血清生化学的検査の結果には識別可能な毒性を齎さなかった。

## 参考資料
1. ↑  “精子を「変形」させて泳げなくする植物由来の男性用避妊薬が開発される (3/4)”. ナゾロジー (2021年3月4日). 2021年3月7日閲覧。
2. ↑  Chang, Zongliang; Qin, Weibing; Zheng, Huili; Schegg, Kathleen; Han, Lu; Liu, Xiaohua; Wang, Yue; Wang, Zhuqing et al. (2021-02-23). “Triptonide is a reversible non-hormonal male contraceptive agent in mice and non-human primates” (英語). Nature Communications 12 (1):  1253. doi:10.1038/s41467-021-21517-5. ISSN 2041-1723.